# زلازل في نيسابور
نيسابور ،تكمن المدينة في منطقة زلازل ، وقد حطمت عدة زلازل العديد من المعالم المهمة و قتلت أهاليها بها على مر القرون الماضية.

## أهم الزلازل

### عام 679=1280م
خربت نيسابور من قبل المغول عام 618=1221 ثم بسبب زلزال ضربها عام 679=1280 کاملاً.

### زلزلة 19 يناير 2012 م
أصيب حوالي 100 شخص جراء زلزال هز شمال مدینة نيسابور. إن الزلزال ضرب مدينة نيسابور بقوة 5ر5 درجة على مقياس ريختر واستمر بين خمس وسبع ثواني.ونقلت تقارير محلية عن مصادر رسمية قولها إن الزلزال لم يتسبب في إحداث أي أضرار جسيمة أو إصابات خطيرة سوى أنه أدى إلى حدوث بعض التصدعات البسيطة في الجدران وتهشيم الزجاج في بعض القرى.
وقالت وكالة أنباء الجمهورية الإسلامية الإيرانية إن الزلزال وقع الساعة 12.35 بتوقيت جرينتش خارج مدينة نيشابور،في شمالها.وأضافت أن نحو 109 هزت تابعة وقعت أيضاً وأن نوافذ بعض المنازل في قرى قرب نيشابور تحطمت.خربت الجامع الكبیر نيسابور أیضاً.